# Igor' Davidovič Ojstrach
Igor' Davidovič Ojstrach (in russo И́горь Дави́дович О́йстрах?; Odessa, 27 aprile 1931 – Mosca, 14 agosto 2021) è stato un violinista sovietico, figlio del celebre violinista David Ojstrach.

## Biografia
Ha frequentato la Scuola Centrale di Musica di Mosca studiando con Valeria Meremblum; per un breve periodo ha studiato anche con Pëtr Stoljarskij e ha fatto il suo primo concerto nell'aprile del 1947 suonando il secondo violino nel Concerto per due violini BWV 1043 di Bach con suo padre al primo violino e la Sinfonia Concertante K 364 di Mozart con suo padre alla viola. Due anni dopo ha dato il suo primo importante recital a Kiev. Dal 1949 al 1955 ha studiato al Conservatorio di Mosca nella classe di David Ojstrach, vincendo primi premi e competizioni internazionali nell'Europa dell'Est tra i quali il 1º premio al Concorso Internazionale di violino nell'ambito del Festival Mondiale della Gioventù e degli Studenti di Budapest nel 1949 e il Wieniawski Competition di Poznan nel 1952. A partire dal 1958 è entrato a far parte del Conservatorio come assistente di suo padre, diventandone docente nel 1965. Nel 1962 ha suonato per la prima volta negli Stati Uniti. Nel 1968 a Copenaghen ha debuttato nella doppia veste di violinista e direttore d'orchestra in alcuni concerti di Bach e Mozart.
Ha eseguito numerosi concerti internazionali, sia come solista, con il padre sul podio, che in recital.
Le sue interpretazioni sono caratterizzate da un approccio particolarmente moderno. Dal 1996 al 2010 ha ricoperto la carica di professore di violino al Conservatoire royal de Bruxelles. Ha collaborato con diverse case discografiche quali EMI, Deutsche Grammophon, Decca, RCA, Collins, Melodiya, e Art and Electronics. Per 27 anni ha suonato su un violino Andrea Guarneri, alternato poi allo Stradivari Marsick del 1705 appartenuto a suo padre.
La prima esecuzione del Poem per violino e orchestra To the Memory of David Oistrakh (1975) di Evgenij Svetlanov è stata effettuata da Igor Oistrakh.
L'asteroide 42516 Oistrach è stato chiamato così in onore suo e di suo padre.
Era sposato con la pianista Natalia Zertsalova. L'unico figlio, Valery, è anch'egli violinista.
È morto il 14 Agosto 2021 in seguito ad una grave malattia.